# Zatoka Brunei
Zatoka Brunei (malajski Teluk Brunei) – zatoka położona na północy wyspy Borneo, stanowiąca część Morza Południowochińskiego (od którego oddziela ją łańcuch wysp z główną Labuan). Leży na wschód od Bandar Seri Begawan, w granicach 4°45′ – 5°02′N, 114°58′ – 115°10′E. Ma ok. 45 km długości i szerokości oraz powierzchnię 2500 km². Nad jej brzegami leżą Brunei oraz Malezja (stan Sarawak i Sabah). Zatoka oddziela brunejską eksklawę Temburong od reszty kraju. Jest to jedyne urozmaicenie linii brzegowej na wybrzeżu Brunei, chętnie wykorzystywane do aktywności sportowej czy rekreacji. Wśród flory wybrzeża dominują lasy namorzynowe.

## Geografia
Do zatoki uchodzą m.in. rzeki: Aloh Besar, Sungai Bangau, Sungai Temburong, Sungai Labu, Sungai Batu Apoi, Sungai Duwau Besar, Sungai Melimbai, Sungai Selirong, Sungai Mataiang, Sungai Raya, Sungai Pandaruan, Sungai Palu Palu. Większość z rzek nanosi ze sobą do zatoki osad piasku i gleby, tworząc piaskowe łachy.
Znajdują się tu m.in. liczne wyspy: większe Pulau Selirong, Pulau Siarau oraz mniejsze Pulau Kitang, Pulau Selanjak, Pulau Langsat, Pulau Kibi, Pulau Batu Mas, Pulau Amo i Pulau Tarap. Jednakże największą powierzchnię ma należąca do Malezji wyspa Labuan.